# Chunyu Tiying
Chunyu Tiying fue una joven conocida por persuadir al emperador Wen de Han para que aboliera los "Cinco castigos", como se cuenta en el cuento popular Han occidental, "Tiying salva a su padre" (chino: 缇萦救父) que era un ejemplo tradicional de piedad filial.

## Biografía
Tiying era la menor de las cinco hijas de Chunyu Yi. Su padre era originalmente un funcionario de bajo rango, pero después de estudiar con un médico famoso, fue ascendido a un rango alto. Tiying creció siendo muy humilde y generosa gracias al ejemplo de su padre, tratando a todos por igual, sin importar si la persona era de nacimiento común o de la nobleza. Sin embargo, después de que su padre no pudo salvar la vida de una mujer noble a la que asistió como médico, el esposo devastado afirmó que fue el trato de Chunyu Yi lo que causó la muerte de su esposa. Como este noble era muy influyente en ese momento, se llevaron a Chunyu Yi sin una investigación adecuada.
Cuando se llevaron a Chunyu Yi, sabía que sería sometido a uno de los Cinco Castigos. Sabiendo que no tenía a nadie que pudiera apelar por él, miró a sus hijas y dijo: “Seré enviado a la capital para ser castigado donde ninguna mujer puede ir y tengo cinco hijas. ¡Si tan solo tuviera un hijo!” En la China premoderna, hasta la abolición del imperio en 1912, las mujeres no tenían voz en la corte ni en la sociedad, a menos que tuvieran algún tipo de estatus especial. Después de escuchar lo que dijo su padre, Tiying tomó una decisión y siguió a su padre en el viaje a la capital. Por el camino soportó el dolor y el hambre. Una vez que llegó a la capital, hizo un llamamiento en nombre de su padre al propio emperador Wen en lugar de acudir a cualquiera de los funcionarios. Hizo la apelación a pesar de saber que, siendo una joven, su apelación probablemente sería tratada con burla e incluso vista como una conducta inapropiada. También adoptó un enfoque novedoso en su apelación. En lugar de escribir sobre la buena naturaleza y los logros de su padre para demostrar que merecía indulgencia, como era de esperar, escribió sobre la tradición legal de los Cinco Castigos, mostrando cuán crueles y poco éticos eran.
Después de escuchar que una joven le había escrito una carta de queja, el Emperador estaba ansioso por leer de qué se trataba la carta. En ella, leyó: "'Una vez que un hombre es ejecutado, no puede volver a la vida. Una vez que un hombre es mutilado, incluso si más tarde demuestra su inocencia, queda incapacitado de por vida y no hay forma de revertir el sufrimiento que experimenta. Incluso si desea comenzar de nuevo, no podrá hacerlo. He oído historias de cómo un hijo puede redimir la culpa de un padre", continuó "Como hija, estoy dispuesta a redimir el pecado de mi padre siendo su esclava por el resto de mi vida. Le ruego que lo libre de este castigo, y así tendrá la oportunidad de empezar de nuevo". El emperador Wen se sintió profundamente conmovido por la carta de Tiying. No solo estaba bien escrita, sino que también señalaba la crueldad y la injusticia de los Cinco Castigos y cómo no les daba a los condenados la oportunidad de defenderse. Esta carta también impresionó a muchos funcionarios de la corte. Muchos elogiaron la forma en que soportó las dificultades junto con su padre y estuvo dispuesta a convertirse en esclava a cambio de la vida de su progenitor.
Después de leer esta carta, el emperador Wen perdonó al padre de Tiying y rechazó su oferta de convertirse en esclava. También abolió el cruel estándar de los Cinco Castigos. Pronto la historia de la valentía de Tiying se extendió por todo el país y muchos deseaban tener una hija como ella.